# Choi Il-nam
Pour les articles homonymes, voir Choi.
Dans ce nom coréen, le nom de famille, Choi, précède le nom personnel.
Choi Il-nam (en coréen : 최일남), né le 29 décembre 1932 à Jeonju dans le Jeolla du Nord et mort le 28 mai 2023, est un écrivain sud-coréen.

## Biographie
Né à Jeonju dans la province de Jeollabuk-do le 29 décembre 1932, Choi Il-Nam est diplômé de l'université nationale de Séoul en 1957 avec pour spécialité la langue coréenne et la littérature. Il a obtenu son doctorat en littérature coréenne à l'université de Corée en 1960 et s'est lancé dans une carrière à la fois de journaliste et d'écrivain. Il a servi en tant que chef du département de la culture du quotidien Minguk, mais a travaillé aussi dans le journal Kyunghyang, et dans le journal Dong-a Ilbo. Il est devenu par la suite rédacteur en chef du journal Dong-a Ilbo, poste qu'il a occupé jusqu'à son renvoi en 1980.

## Œuvre
Après avoir publié seulement une vingtaine d'histoires dans les années 1950 et 1960, Choi Il-nam est devenu plus prolifique dans les années 1970, période où il a publié son fameux roman Les gens de Séoul (Seo-ul saramdeul) .
Les romans de Choi Il-nam se répartissent en deux grandes catégories. On trouve d'abord ses travaux avant 1980 qui présentent souvent une personne de la campagne qui choisit de se rendre une ville nouvellement urbanisée pour y faire fortune. Malgré le succès naissant de ses personnages, la ville industrialisée révèle toujours davantage la pauvreté des gens de la campagne, en montrant le sacrifice de ces derniers dans la réalisation de leurs rêves. Dans ses premiers romans, Choi a voulu montrer le côté sombre du développement industriel. Après son renvoi forcé du journalisme en 1980, les histoires de Choe sont devenues plus critiques envers la réalité sociale. Mais plutôt que de faire des attaques directes sur la société, ses œuvres ultérieures sont construites de manière à pointer l'égoïsme humain au quotidien, notamment entre les couches sociales, tout en décrivant les personnes impuissantes aliénées par le pouvoir.

## Publications
- 서울 사람들 Les gens de Séoul (1975)
- 타령 Radotage (1977)
- 흔들리는 성 Château tremblant (1981)
- 누님의 겨울 L'hiver de ma grande sœur (1984)
- 그리고 흔들리는 배 Et un bateau chancelant (1984)
- 기쁨과 우수를 찾아서 À la recherche de la joie et de la mélancolie (1985)
- 장씨의 수염 La barbe de monsieur Jang (1986)
- 숨통 La respiration (1989)
- 그때 말이 있었네 À ce moment-là, il y avait la parole (1989)
- 히틀러나 진달래 Hitler ou les azalées (1991)
- 하얀 손 Main blanche (1994)  (ISBN 8970121226)
- 아주 느린 시간 Le temps passe très lentement (2000)  (ISBN 8982813322)
- 석류 Grenade (2004)  (ISBN 8972752819)

## Récompenses
- 1975 : prix Woltan pour 서울사람들
- 1986 : prix Yi Sang pour 흐르는 북, Heuleuneun bug, Vers le nord